# L'Hirondelle d'or
Série
Le Retour de l'Hirondelle d'or
(1968)
Pour plus de détails, voir Fiche technique et Distribution.
L'Hirondelle d'or (大醉俠, Dà zùi xiá) est un film hong-kongais réalisé par King Hu, sorti en 1966. Il a marqué une date importante de l'évolution du wu xia pian (film de cape et d'épée chinois).
Après l'échec commercial de son précédent film Sons of Good Earth et l'annulation de son projet suivant, le réalisateur King Hu se devait de réaliser un film rentable, avec un budget restreint : Come Drink with Me ne comportait ainsi pas de star. Il s'agissait pour la Shaw Brothers de l'un de ses premiers wuxia pian modernes, dont elle avait lancé le cycle en octobre 1965, mais les films précédents n'avaient pas rencontré le succès espéré. 
Malgré une date de sortie défavorable (émeutes d'avril 1966), le film remporta un succès critique et commercial, à la fois sur les marchés sinophones (Hong Kong et Taïwan) et à l'exportation (200 000 spectateurs en Corée du Sud).
En raison de dissensions avec le dirigeant de la compagnie, Run Run Shaw, King Hu quitta peu après (août 1966) la Shaw pour poursuivre sa carrière à Taïwan.

## Synopsis
Dans une auberge, un poète éthylique rencontre une chevalière errante, Hirondelle d'or. La jeune femme est à la recherche de son frère, haut fonctionnaire de l'Empire enlevé par une bande de brigands menée par Tigre Face-de-Jade.

## Fiche technique
- Titres originaux : 大醉俠 (Dà zùi xiā, littéralement « le grand héros ivre »), Come Drink with Me
- Titre : L'Hirondelle d'or
- Titre alternatif : Viens boire avec moi[2]
- Réalisation : King Hu
- Scénario : King Hu et Ye Yang
- Production : Run Run Shaw
- Société de production : Shaw Brothers
- Musique : Chow Lan-ping
- Photographie : Ho Lan-shan (Tadashi Nishimoto)
- Montage : Chiang Hsing-lung
- Pays d'origine : Hong Kong
- Format : Couleurs - 2,35:1 - Mono - 35 mm
- Genre : Wu Xia Pian
- Durée : 95 minutes
- Dates de sortie : 7 avril 1966 (Hong Kong), 28 janvier 2004 (France)

## Distribution
- Cheng Pei-pei : Hirondelle d'or
- Yueh Hua : Chat Ivre
- Chan Hei : L'aubergiste
- Chen Hung Lieh : Tigre-à-la-Face-de-Jade
- Li Yun-chung : Tigre-Qui-Sourit
- Han Ying-chieh : Bandit
- Ku Feng : Bandit
- Yuen Siu Tien : Bandit
- Yan Ho Lee : Le moine
- Yang Chih-ching : L'abbé Liao Kung

## Autour du film
- L'actrice principale, Cheng Pei-pei (qui joue le rôle d'Hirondelle d'or) est une ballerine qui devient ainsi une star du film de sabre de Hong Kong.
- Cheng Pei-pei jouera à nouveau le rôle d'Hirondelle d'or dans le film Le Retour de l'hirondelle d'or de Chang Cheh en 1968, toujours produit par la Shaw Brothers. Mais dans ce film elle est reléguée au second plan en faveur de Jimmy Wang Yu, le héros masculin.
- Les studios Shaw Brothers ont imposé l'acteur Yueh Hua pour le rôle du Chat Ivre. Celui-ci n'avait joué qu'un seul rôle mineur dans un film auparavant. Sa relation avec King Hu était très tendue sur le tournage, le réalisateur n'étant pas satisfait de son jeu alors qu'il s'agissait d'un des personnages principaux du film[3].
- Vers la fin du film, l'escorte du haut fonctionnaire, composée en grande partie de femmes, est prise en embuscade par les brigands, ce qui donne lieu à un combat. Cette scène fut demandée à être rajoutée par les studios qui trouvaient que le casting n'était pas assez féminin, en dehors de l'actrice principale[3].
- Ce film aurait inspiré Tigre et Dragon (2000).